# Takanobu Komiyama
Takanobu Komiyama (født 3. oktober 1984) er en japansk fodboldspiller.
Han har spillet for flere forskellige klubber i sin karriere, herunder Yokohama F. Marinos, Kawasaki Frontale og Yokohama FC.